# Purée de taro
La purée de taro (chinois : 芋泥 ; pinyin : yùní ou 芋茸, yùróng) est un dessert traditionnel de la cuisine du Fujian, province du Sud-Est de la Chine. Le taro cuit et réduit en purée est mélangé à du sucre et du saindoux. Le tout peut être parfumé de fleurs d'osmanthus. On garnit ce dessert de jujubes, de cerises, de graines de courge et de courge cireuse confite. La préparation de cette purée de taro fait partie des traditions des régions côtières de l'est du Fujian : cette douceur figure souvent dans les banquets des fêtes traditionnelles de cette région.
Cette purée est également mélangée en Chine avec du thé vert, pour faire les Lücha fobing. Des gâteaux au taro et thé vert, entourés de graines de sésame.
À Hawaï, on utilise un mortier pour écraser les racines du taro. Puis, on ajoute des fruits, confectionnant ainsi un dessert à la fois amer et sucré.
Au Japon, cette purée peut servir à farcir des daifuku.